# Salvatierra
Salvatierra (em castelhano) ou Agurain (em basco) é um município da Espanha na província de Álava, comunidade autónoma do País Basco, de área 37,77 km² com população de 4407 habitantes (2007) e densidade populacional de 107,73 hab/km².

## Demografia
| Variação demográfica do município entre 1991 e 2004 | Variação demográfica do município entre 1991 e 2004 | Variação demográfica do município entre 1991 e 2004 | Variação demográfica do município entre 1991 e 2004 |
| --------------------------------------------------- | --------------------------------------------------- | --------------------------------------------------- | --------------------------------------------------- |
| 1991                                                | 1996                                                | 2001                                                | 2004                                                |
| 3650                                                | 3796                                                | 4006                                                | 4096                                                |